# Gerrit Schulte
Gerrit Schulte (Ámsterdam, 7 de enero de 1916-Den Bosch, 26 de febrero de 1992) fue un ciclista neerlandés que fue profesional entre 1937 y 1960.
Schulte destacó, sobre todo, en la especialidad de persecución de ciclismo en pista, donde ganó diez veces el Campeonato nacional, dos veces el europeo y una la del mundo (1948).
En carretera también obtuvo notables éxitos, entre ellos cuatro campeonatos nacionales y una etapa del Tour de Francia de 1938, así como una tercera posición en el Campeonato del mundo de 1956 en Ballerup.
Todos los años, el Trofeo Gerrit Schulte es otorgado por la federación neerlandesa al mejor ciclista profesional de los Países Bajos

## Palmarés

### Ruta
| 1938 - Critérium de As - 1 etapa en el Tour de Francia - 2º en el Campeonato de los Países Bajos en Ruta 1939 - Acht van Chaam - 2 etapas en la Vuelta a Alemania 1944 - Campeonato de los Países Bajos en Ruta 1947 - Gran Premio Stad Sint-Niklaas - 2º en el Campeonato de los Países Bajos en Ruta 1948 - Campeonato de los Países Bajos en Ruta 1949 - Vuelta a los Países Bajos, más 2 etapas | 1950 - Campeonato de los Países Bajos en Ruta 1951 - 2 etapas en la Vuelta a los Países Bajos 1953 - Campeonato de los Países Bajos en Ruta 1954 - 1 etapa en la Vuelta a los Países Bajos 1955 - 1 etapa en la Vuelta a los Países Bajos 1956 - 1 etapa en la Vuelta a los Países Bajos - 3º en el Campeonato Mundial en Ruta |

### Pista
| 1940 - Campeón de los Países Bajos de persecución - Seis días de Amberes (con Gerrit Boeyen) 1941 - Campeón de los Países Bajos de persecución 1942 - Campeón de los Países Bajos de persecución 1943 - Campeón de los Países Bajos de persecución 1944 - Campeón de los Países Bajos de persecución 1945 - Campeón de los Países Bajos de persecución 1946 - Seis días de París (con Gerrit Boeyen) 1947 - Campeón de los Países Bajos de persecución - Seis días de Gante (con Gerrit Boeyen) - Seis días de Bruselas (con Gerrit Boeyen) 1948 - Campeonato Mundial Persecución - Campeón de los Países Bajos de persecución 1949 - Campeón de Europa de Madison (con Gerrit Boeyen) - Seis días de Gante (con Gerrit Boeyen) - Seis días de Amberes (con Gerrit Boeyen) 1950 - Campeón de Europa de Madison (con Gerard Peters) - Campeón de los Países Bajos de persecución - Seis días de Gante (con Gerard Peters) - Seis días de París (con Gerard Peters) | 1951 - Campeón de los Países Bajos de persecución - 2º en el Campeón de Europa de Madison (con Gerard Peters) 1953 - Seis días de París (con Gerard Peters) - 2º en el Campeón de Europa de Madison (con Gerard Peters) 1954 - Seis días de Berlín (con Gerard Peters) - Seis días de Amberes (con Gerard Peters) - 2º en el Campeón de Europa de Madison (con Gerard Peters) 1955 - Seis días de Münster (con Gerard Peters) - 2º en el Campeón de Europa de Madison (con Gerard Peters) 1956 - Seis días de Zúrich (con Kay Werner Nielsen) - Seis días de Copenhague (con Lucien Gillen) 1957 - Seis días de Zúrich (con Armin von Büren) 1958 - Seis días de Berlín (con Klaus Bugdahl) 1959 - Seis días de Amberes (con Klaus Bugdahl y Peter Post) - Seis días de Bruselas (con Peter Post) - 3º en el Campeón de Europa de Madison (con Peter Post) 1960 - Seis días de Amberes (con Jan Plantaz y Peter Post) |

## Resultados en Grandes Vueltas
Durante su carrera deportiva ha conseguido los siguientes puestos en las Grandes Vueltas:
| Carrera         | 1937 | 1938 | 1939 | 1940 | 1941 | 1942 | 1943 | 1944 | 1945 | 1946 | 1947 | 1948 | 1949 | 1950 | 1951 | 1952 | 1953 | 1954 | 1955 | 1956 | 1957 | 1958 | 1959 | 1960 | 1961 | 1962 | 1963 |
| --------------- | ---- | ---- | ---- | ---- | ---- | ---- | ---- | ---- | ---- | ---- | ---- | ---- | ---- | ---- | ---- | ---- | ---- | ---- | ---- | ---- | ---- | ---- | ---- | ---- | ---- | ---- | ---- |
| Giro de Italia  | -    | -    | -    | -    | X    | X    | X    | X    | X    | -    | -    | -    | -    | -    | -    | -    | -    | -    | -    | -    | -    | -    | -    | -    | -    | -    | -    |
| Tour de Francia | -    | Ab.  | -    | X    | X    | X    | X    | X    | X    | X    | -    | -    | -    | -    | -    | -    | -    | -    | -    | -    | -    | -    | -    | -    | -    | -    | -    |
| Vuelta a España | X    | X    | X    | X    | -    | -    | X    | X    | -    | -    | -    | -    | X    | -    | X    | X    | X    | X    | -    | -    | -    | -    | -    | -    | -    | -    | -    |
| Mundial en Ruta | -    | Ab.  | X    | X    | X    | X    | X    | X    | X    | 5º   | Ab.  | Ab.  | 5º   | 4º   | -    | -    | -    | -    | -    | 3º   | -    | -    | -    | -    | -    | -    | -    |